# Nothomiza costipicta
Nothomiza costipicta là một loài bướm đêm trong họ Geometridae.